# 石橋周一
石橋 周一(いしばし しゅういち、1918年1月10日 - 2007年8月9日）は、日本の経営者。九州電力副社長、福岡放送社長を務めた。東京都出身。

## 経歴
1941年に九州帝国大学工学部機械学科を卒業し、1942年に日本製鉄八幡製鉄所に入社。
1946年4月に日本発送電を経て、1951年5月に九州電力に転じ、1971年5月に取締役に就任し、1975年5月に常務を経て、1979年12月に副社長に就任。1987年6月から1991年4月までに福岡放送社長を務めた。
1982年11月に藍綬褒章を受章し、1988年11月に勲三等旭日中綬章を受章。
2007年8月9日肺炎のために死去。89歳没。

## 家族
妻の喜和子（1925年生）は岩田屋百貨店社長中牟田喜兵衛（2代）の娘。周一は岩田屋の監査役も務めた。